# Dmytro Pyszkow
Dmytro Ihorowycz Pyszkow (ukr. Дмитро́ І́горович Пишков ;ur. 8 sierpnia 1986) – ukraiński zapaśnik startujący w stylu klasycznym. Zajął dziewiąte miejsce na mistrzostwach świata w 2014 i 2021. Brązowy medalista mistrzostw Europy w 2010; igrzysk europejskich w 2015 i uniwersjady w 2013. Trzeci w mistrzostwach świata wojskowych w 2008 i na igrzyskach wojskowych w 2015; piąty w 2019. Pierwszy w Pucharze Świata w 2007 i szósty w 2017. Mistrz Europy juniorów w 2005 i 2006 i brązowy medalista MŚ w 2006 roku.
Trzeci na mistrzostwach Ukrainy w 2016 roku.